# Amedzofe
Koordinaten: 6° 51′ N, 0° 26′ O

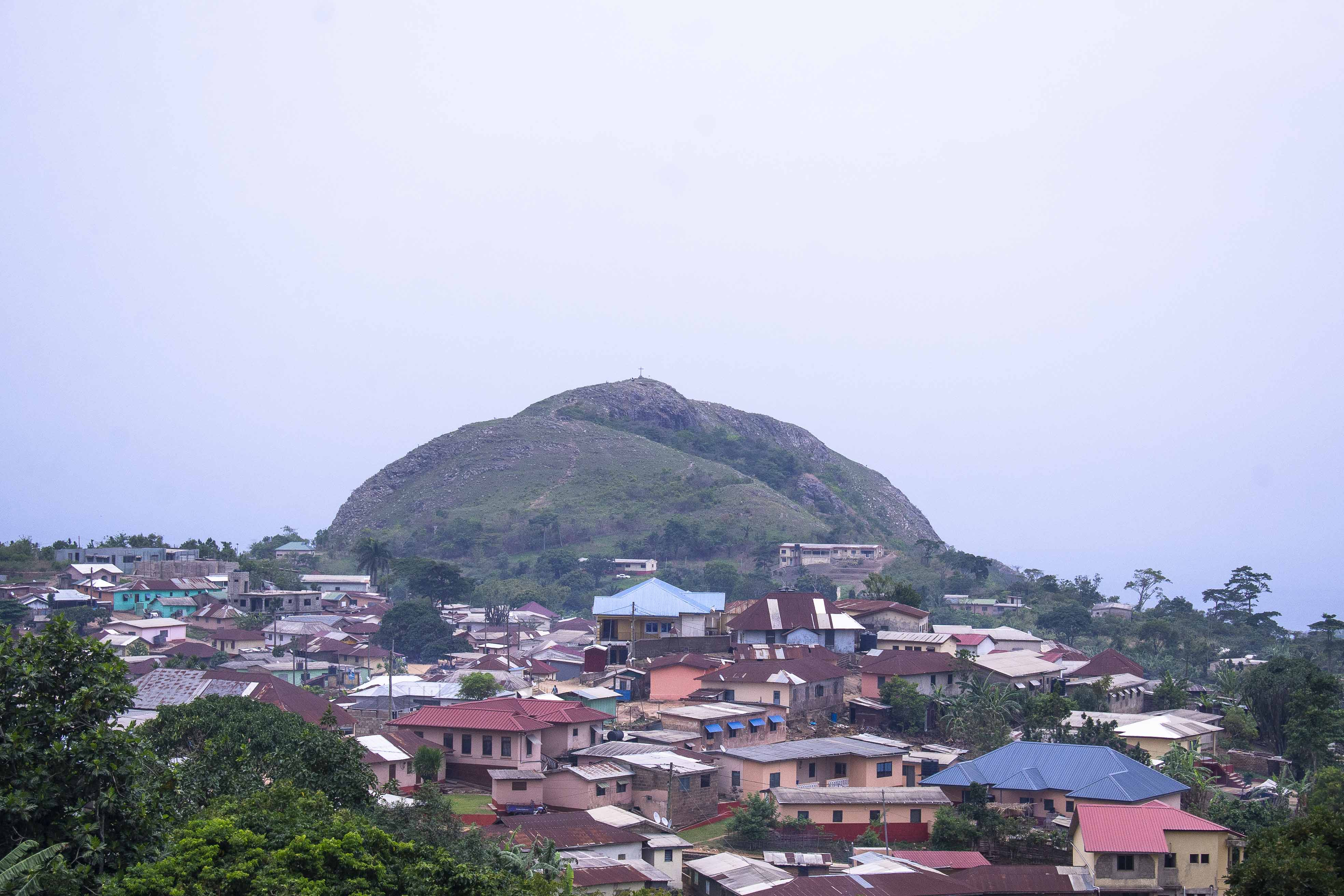
Amedzofe

Amedzofe, historisch auch Amedschowe, Amedshove oder in ähnlichen Schreibweisen, ist eine Stadt in der Volta Region im Südosten des heutigen Ghana. Der Ort gilt als Ursitz der Avatime, eines der sog. Togo-Restvölker, und befindet sich am Fuße des Berges Gemi, einem felsigen Hügel, der zum gleichnamigen Avatime-Gebirge gehört, das einen Teil der Akwapim-Togo-Kette bildet. In der Vergangenheit galt der Gemi als eine gut zu verteidigende, natürliche Festung. In den 1670ern und danach wanderten Ewe-Gruppen in die Gegend ein und ließen sich hier dauerhaft nieder.
Die Gegend um Amedzofe gehörte spätestens nach dem deutsch-britischen Grenzabkommen von 1890 bis zum Jahre 1914 zur damaligen deutschen Kolonie Togo. Davor unterstanden die Avatime politisch dem König von Peki.
Der Name der Ortschaft hat religiöse Bedeutung. Amedzofe ist in der Religion der Avatime der Name eines Ortes, den man als „Menschenentstehungsort“ oder auch als „Seelenheimat“ bezeichnen könnte. Genau mit dieser Bedeutung hat Amedzofe auch Eingang in die Ewe-Religion gefunden, denn Amedzofe ist hier eine von mehreren Bezeichnungen, die als Synonym für Mawuwe („Reich Gottes“, wörtlich: „Wohnung von Mawu“) existieren. Eine andere Bezeichnung für Mawuwe wäre z. B. Tsiewe („Reich der Geister“). Alle diese Bezeichnungen kennzeichnen ein und dasselbe.

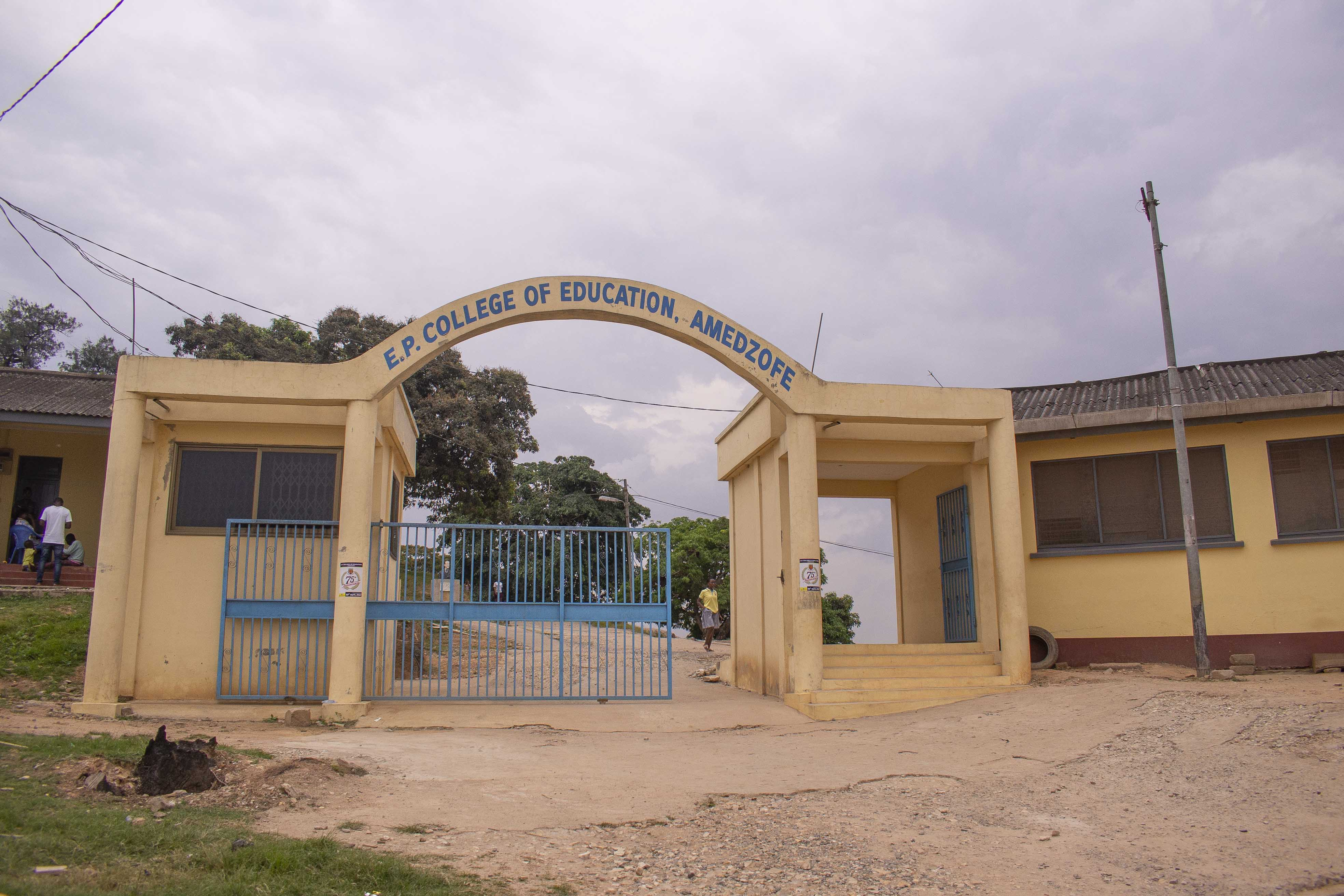
E.P College Of Education

Der Umstand, dass hier Religionselemente einer ansässigen Bevölkerung in die religiöse Welt der Einwanderer Eingang gefunden haben, deutet auf eine mehr oder weniger friedliche Aufnahme hin, welche Einwanderergruppen der Ewe einst in den Avatime-Bergen erfahren haben.
Nicht zuletzt dieser religiösen Bedeutung, die dem Ort und seinem benachbarten Berg anhaftet, war es zu verdanken, dass in der Vergangenheit aschantische Armeen auf ihren Feldzügen östlich des Volta zumeist Bergstädte wie Amedzofe unbehelligt ließen.
Die Basler Missionsgesellschaft betrieb in Amedzofe in der zweiten Hälfte des 19. Jahrhunderts eine Missionsstation, die mitunter auch als Bergstation Amedzofe oder Gesundheitsstation Amedzofe bezeichnet wurde, da hier auch ein Missionsarzt tätig war. Im Untergeschoss des Haupthauses der Station war auch eine Grundschule untergebracht, in der in der Ewe-Sprache unterrichtet wurde. Die Station wurde in den 1880ern von der Norddeutschen Missionsgesellschaft übernommen.

## Galerie

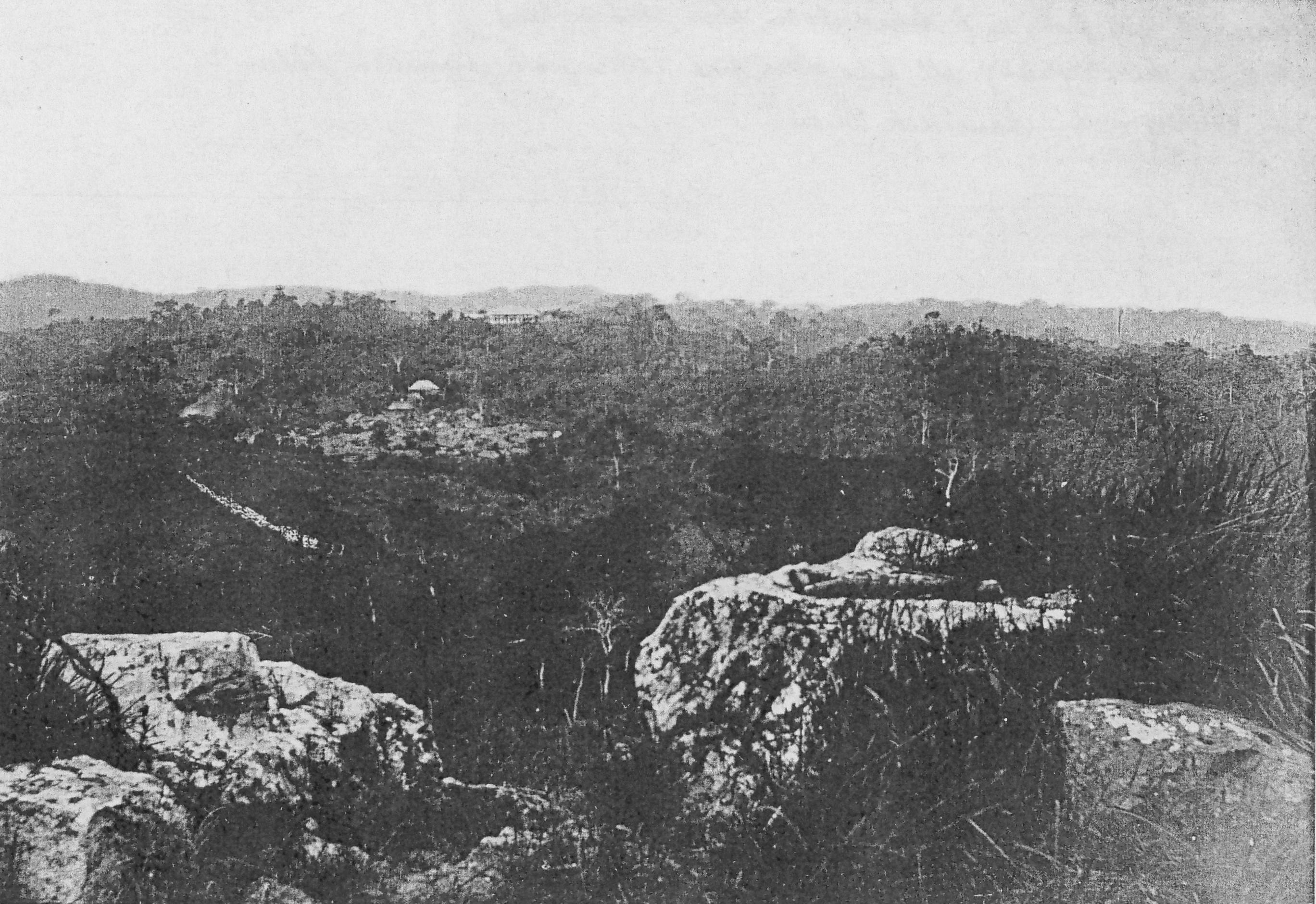
Blick vom Gemi auf Amedzofe, 1892/1893
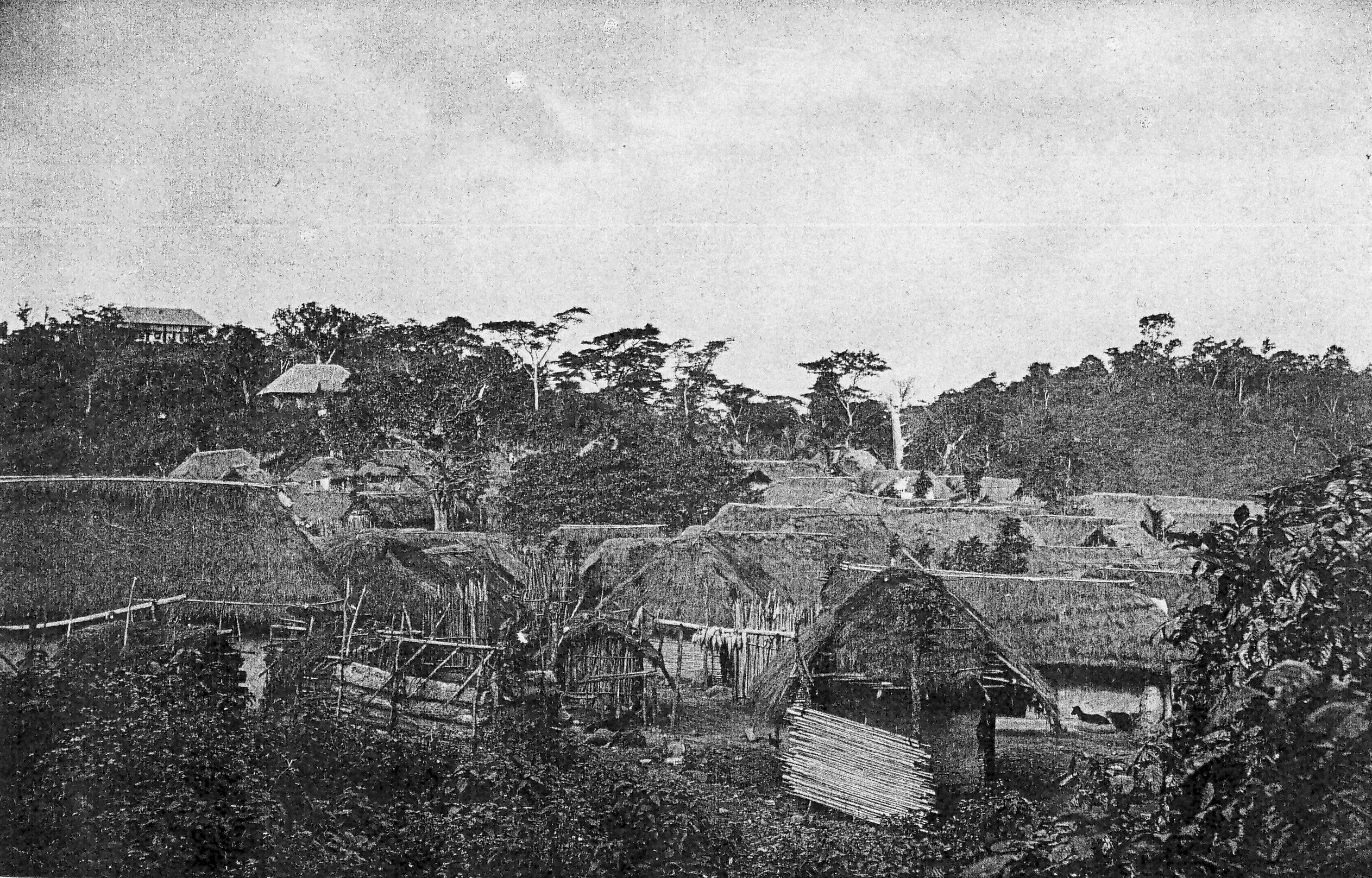
Amedzofe, 1892/1893
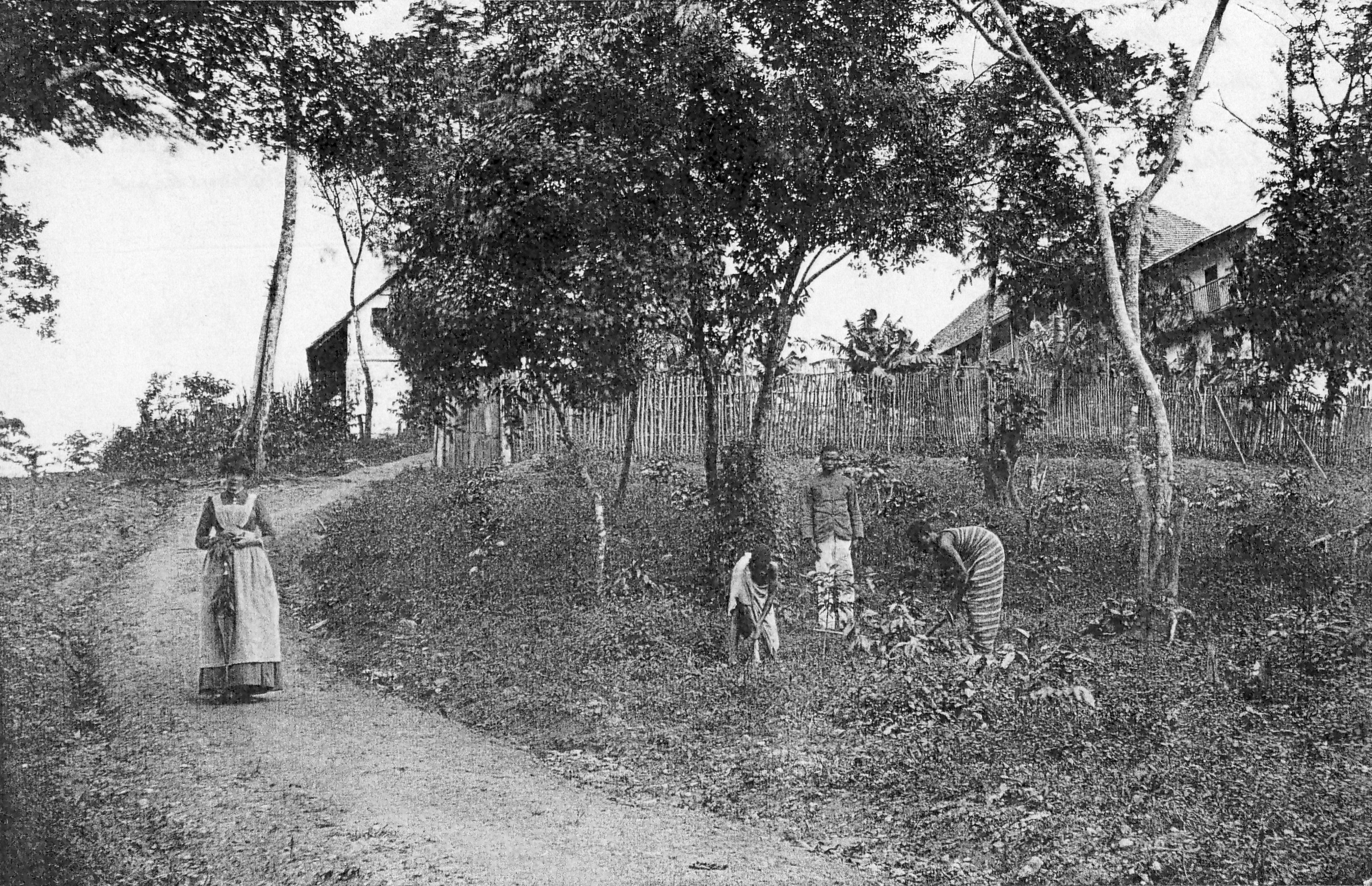
Vor der Missionsstation, 1892/1893
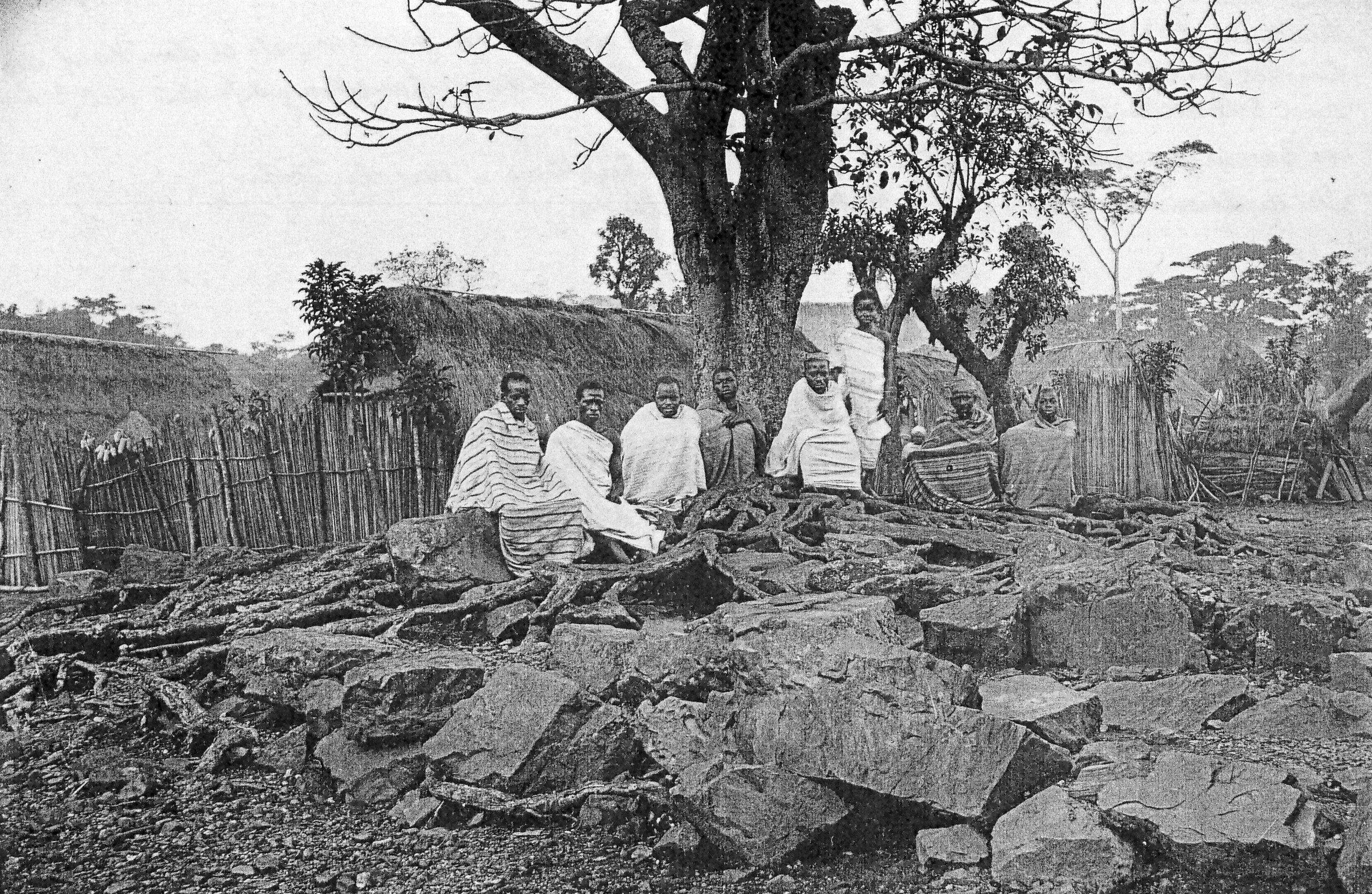
Der Häuptling von Amedzofe und sein Gefolge auf dem Dorfplatz, 1892/1893
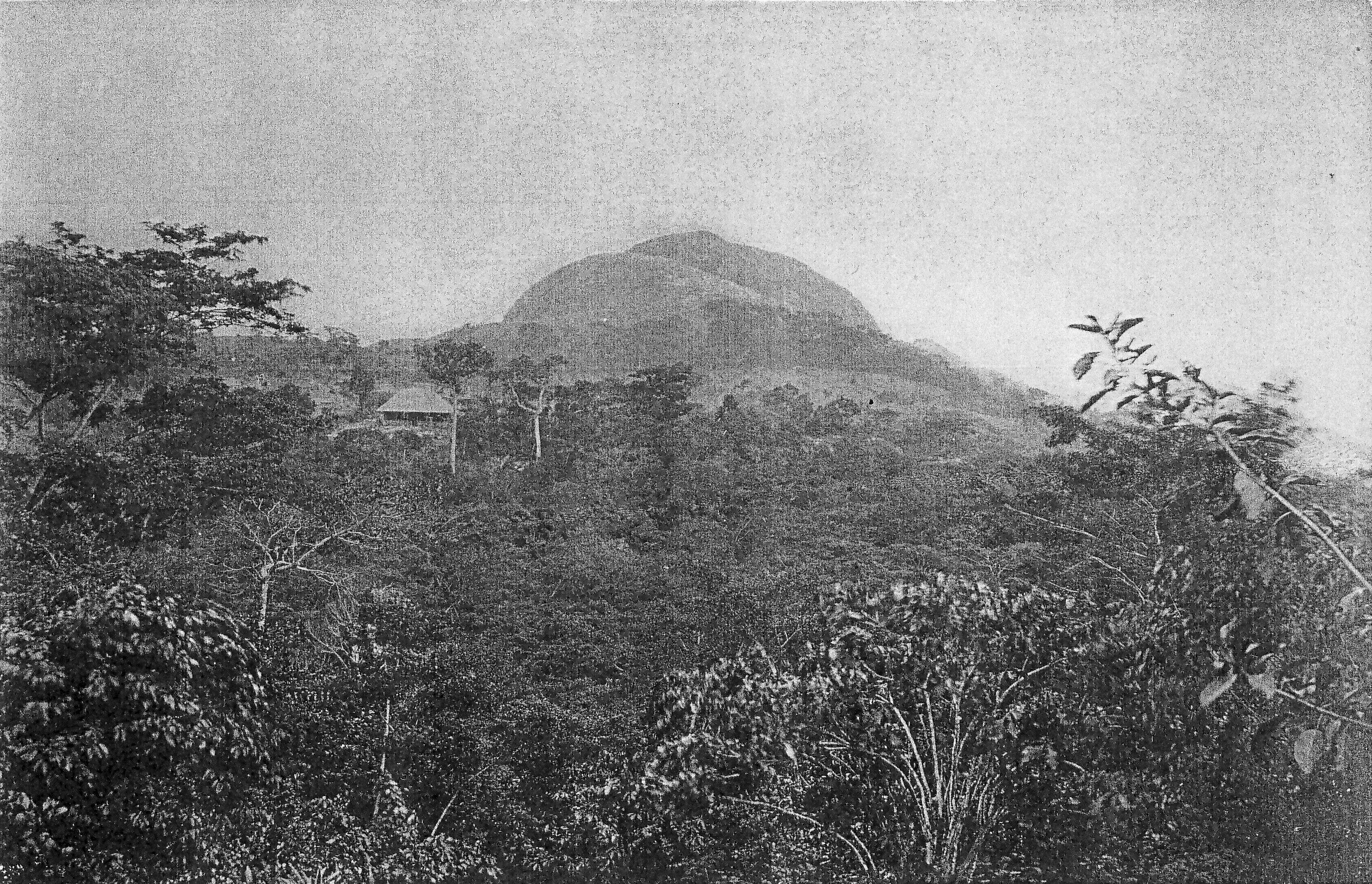
Blick von der Missionsstation Amedzofe auf den Gemi, 1892/1893
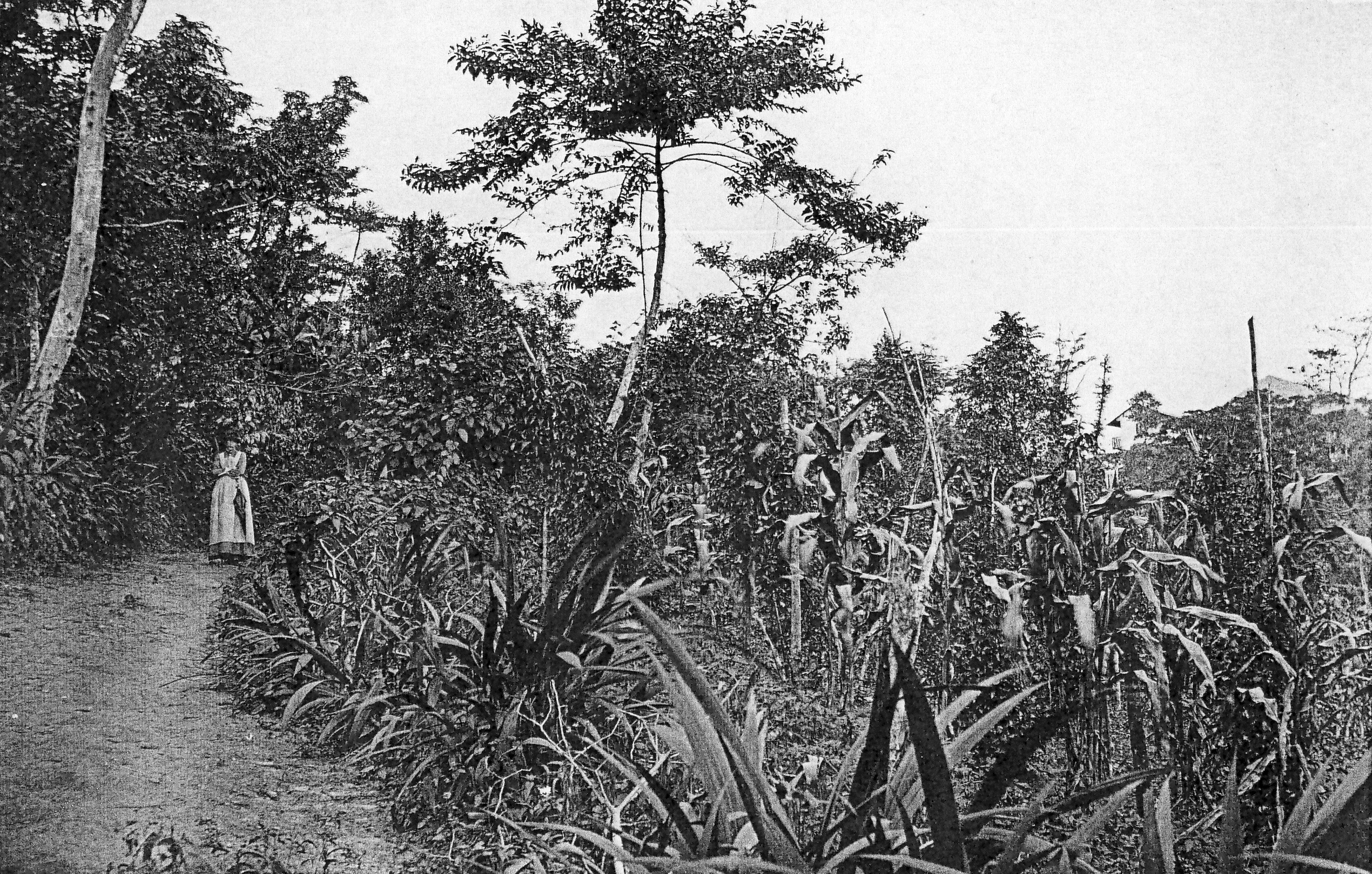
Amedzofe: Auf dem Weg zur Missionsstation, 1892/1893